# Dvojiški komplement
Dvojiški komplement je eden načinov zapisa predznačenih (negativnih) števil. Dobi se ga tako, da se eniškemu komplementu prišteje 1. Z uporabo dvojiškega komplementa se izvede odštevanje v računalniku tako, da se k številu, od katerega se odšteva, prišteje dvojiški komplement števila, ki se ga želi odšteti. Odštevanje se tako prevede na seštevanje. Zapis z dvojiškim komplementom običajno uporabljajo računalniki za predstavitev negativnih števil in računanje z njimi. Poleg tega je tudi je ničla predstavljena na en sam način.
Zgled: osembitna predznačena predstavitev števila 5 (v dvojiškem sistemu) je: 
```
0000 0101 (2)
```

Prvi bit 0 označuje (pozitivni) predznak števila, za samo število ostane sedem bitov. Da se dobi -5, se naredi najprej eniški komplement števila, se zamenja 1 z 0 in obratno:
```
1111 1010 (2)
```

Dvojiški komplement števila -5 se dobi tako, da se prišteje 1;
```
1111 1011 (2)
```

Prvi, najtežji bit označuje negativni predznak.